# Carlos Montemayor
Carlos Montemayor (Parral, 13 giugno 1947 – Città del Messico, 28 febbraio 2010) è stato uno scrittore e attivista messicano.

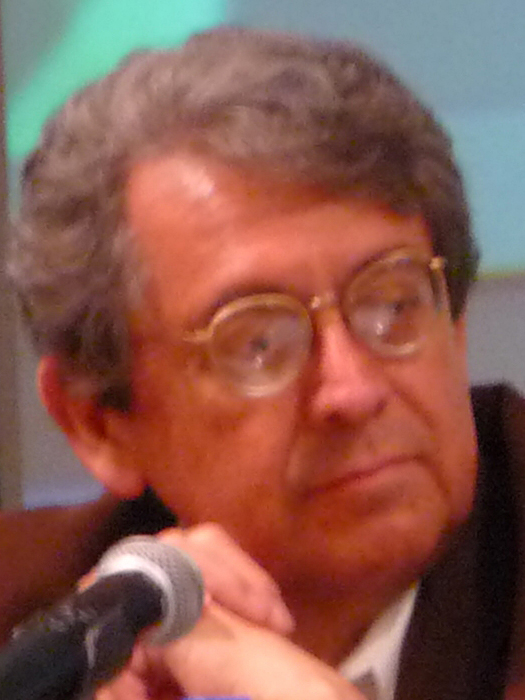
Carlos Montemayor nel 2009.

Considerato il massimo esperto e storico dei movimenti guerriglieri messicani, si è dedicato lungamente alla difesa dei popoli indigeni e delle fasce sociali deboli dell'America Latina. Numerosi suoi articoli sono apparsi su La Jornada. È morto di cancro nel 2010.